# Fika

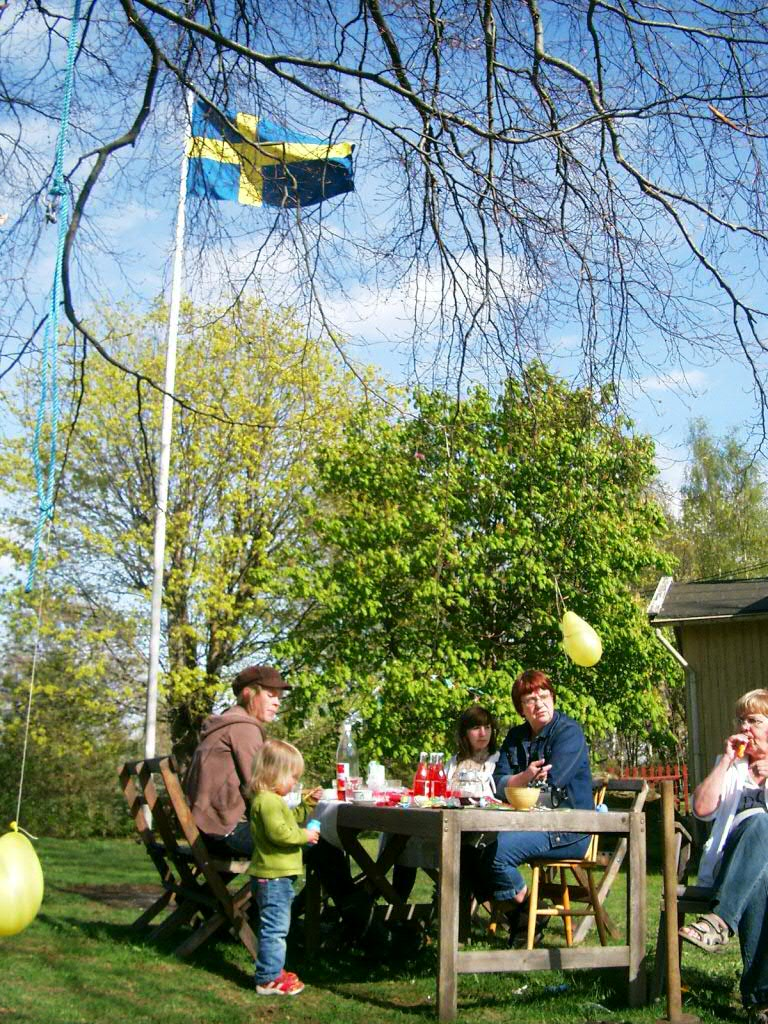
Een fika in Zweden in de open lucht.

De fika is een sociaal gebruik in Zweden en Finland waarbij het werk of andere dagelijkse bezigheden worden onderbroken door bij elkaar te komen, thee of koffie te drinken en iets te eten. Het gebeurt op een gepland moment en wordt bewust gebruikt om te pauzeren en sociale contacten te onderhouden. De term fika is voor zover bekend sinds 1910 in gebruik en uitgegroeid tot een belangrijke sociale institutie. Soms wordt er uitgebreider gegeten waardoor het enigszins vergelijkbaar wordt met het Engelse afternoon tea.